# Festa da Federação

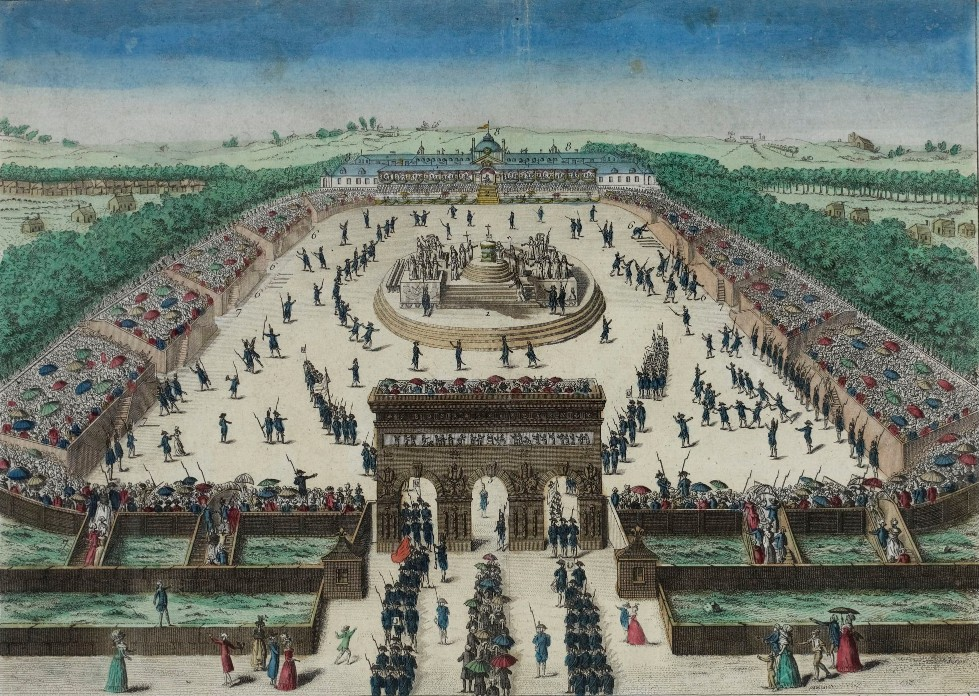
Festa da Federação, em 14 de julho de 1790 no Campo de Marte. (Museu da Revolução Francesa).

A Festa da Federação Nacional (em francês:  Fête de la Fédération) foi uma celebração comemorativa do primeiro aniversário da tomada da Bastilha, acontecimento considerado como o ponto de início da Revolução Francesa. Celebrou-se, portanto, em 14 de julho de 1790 no Campo de Marte, em Paris.
Tinha, segundo Mirabeau no seu livro Trabalho sobre educação pública, o fim educacional de mudar os costumes e incutir no povo valores civis.
Para Georges Politzer a Federação foi um marco que celebrou a nação francesa como o resultado da mistura de diversos povos ou elementos étnicos que a formavam (bretões, bascos, normandos, provençais e outros), em contraposição ao elemento feudal do "sangue", cujos privilégios mantinham-se pela hereditariedade. A festa, portanto, veio celebrar essa fusão de povos, e sua vitória contra o "princípio racial". Isto contrasta com a visão de Tocqueville, para quem a festa nada mais foi que a celebração de uma pseudo-unanimidade, uma hipocrisia coletiva, em que partidos diversos que se matavam celebravam algo cujo resultado de discórdias seria visto a seguir.

## Antecedentes
O evento encontra suas raízes nas ideias de Jean-Jacques Rousseau, na sua obra "Considerações sobre o Governo da Polônia", em que este defende as festas cívicas onde "a boa mãe pátria se compraz em ver brincar seus filhos… (e) todo o povo toma parte igualmente."
Imitando as federações regionais de guardas nacionais que tinham começado a celebrar a sua festa no Midi desde agosto de 1789 e que se estendiam por toda a França, o Marquês de La Fayette, que era o comandante da Guarda Nacional de Paris, decidiu organizar, para comemorar o primeiro aniversario da tomada da Bastilha, uma festa nacional da Federação, a celebrar em Paris.
Em 1790 a Assembleia Nacional Francesa decidiu que esta primeira comemoração fosse a festa da reconciliação e unidade de todos os franceses.
Com o objetivo de afirmar a unidade do país, e o desejo de se evitar uma contra-revolução, os reis contudo abominavam tal festejo; a ele foram representantes dos municípios e da Guarda Nacional.

## A Festa

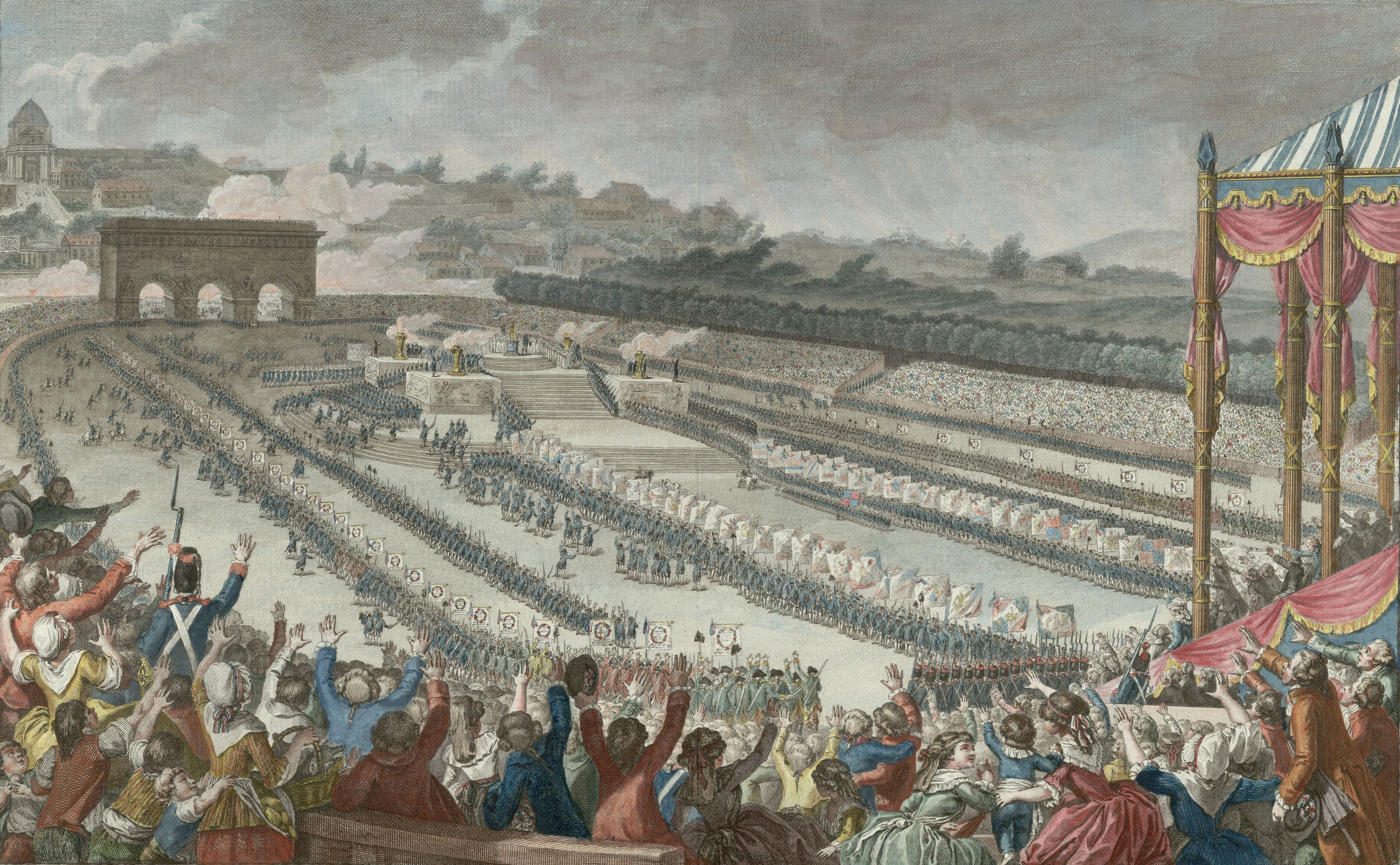
Milhares de franceses comemoram na Festa da Federação.

Desde a madrugada do dia 14 de julho a população passou a chegar no Campo de Marte, onde armara-se gigantesco anfiteatro para acomodar mais de 400 mil pessoas; a um canto, uma tenda cobria a fachada da Escola Militar e diante dela fora armada uma tenda, sob a qual uma plataforma abrigava os reis — Luís XVI e Maria Antonieta.
Do lado oposto à tenda real, quatro antigos vasos serviam à queima de incenso e, ao longo do perímetro estavam fincadas 83 lanças com as bandeiras dos departamentos; diante do cais do Sena fora erguido um arco do triunfo.
O evento, com duração de vários dias, exibiria uma missa diante do Altar da Pátria erguido no centro do anfiteatro e co-celebrada por 300 sacerdotes, o juramento da Constituição, peças de teatro encenadas na Catedral de Nossa Senhora, uma grande procissão e vários bailes em praça pública.

### Cerimônia de abertura
Às oito horas, sob chuva, a família real chegou numa carruagem, sendo aclamada pelo povo; tiros foram disparados em saudação, e os músicos entoaram seus instrumentos. Em seguida o então bispo Talleyrand celebrou a missa e o rei prestou juramento à Constituição; Maria Antonieta então, em meio aos aplausos e ovação popular, ergueu o Delfim, ao que a multidão respondeu com "vivas" à rainha e ao seu filho.
Apesar de constrangidos a participarem do evento, os reis tinham enorme desprezo por tal "orgia da federação". Após esta cerimônia retiraram-se discretamente para o Castelo de Saint-Cloud.

### Dias seguintes
No dia seguinte à festa tencionavam os moderados conduzir o rei até Compiègne, ao que Luís XVI aquiescia mas, como os monarquistas Feuillants tinham o objetivo de diminuir o absolutismo real, Maria Antonieta se opôs e o rei acabou cedendo à pressão da rainha.

## Consequências
A Festa provocou um breve apaziguamento entre as diversas correntes políticas que então havia (monarquistas radicais, moderados, republicanos, etc.) e que logo viriam a se agitar nos clubes que se formaram (jacobinos, feuillants, cordeliers) durante a Assembleia Constituinte (1789-1792), e que eclodiram com violência após a fuga frustrada dos reis, em 20 de julho de 1791.
O tipo de festejo estabelecido pela Federação aboliu a forma tradicional das comemorações praticadas até então, no Ancien Régime — que tinham caráter duradouro, municipal, voltada às profissões; com ela passou-se a ter uma só comemoração ao ano, e estabeleceu-se a primazia do oficial sobre o popular, e esta passou a ser o modelo para as demais festas.
Este modelo de festa cívica foi seguido durante todos os eventos comemorativos efetuados durante o período revolucionário, tais como nas comemorações ao Ser Supremo ou no traslado dos restos mortais de Voltaire.
Os eventos tiveram por testemunha José Bonifácio de Andrada e Silva, considerado o Pai da Pátria brasileira, que se encontrava em Paris durante esses eventos, em função de seus estudos como bolsista do governo português; entretanto, este não deixou registrado suas impressões sobre o momento histórico.